# حركة التحرير الوطني (فولتا العليا)
حركة التحرير الوطني (بالفرنسية: Mouvement de Libération Nationale)‏ كان حزبًا سياسيًا في بوركينا فاسو.

## التاريخ
أسس الحزب في الأصل جوزيف كي-زيربو في داكار بالسنغال في أغسطس 1958، من أجل حشد حملته للتصويت بـ «لا» في الاستفتاء على الدستور في سبتمبر. بعد أن صوت 99٪ من الناخبين لصالح الدستور الجديد، انتقل كي-زيربو إلى غينيا، وهي الدولة الوحيدة التي عارضت الدستور وحصلت بعد ذلك على استقلالها.
في عام 1970 أعاد كي-زيربو تأسيس الحزب لخوض الانتخابات البرلمانية في ذلك العام. حصل على 11٪ من الأصوات وفاز بـ 6 مقاعد من 57 مقعدًا في الجمعية الوطنية.